# Resolució 833 del Consell de Seguretat de les Nacions Unides
La Resolució 833 del Consell de Seguretat de les Nacions Unides fou adoptada per unanimitat el 27 de maig de 1993. Després de recordar les resolucions 687 (1991), 689 (1991), 773 (1992) i 806 (1993), a més d'un informe del Secretari General Boutros Boutros-Ghali, el Consell va assenyalar el treball continuat de la Comissió de les Nacions Unides de Demarcació de Fronteres entre Iraq i Kuwait.
La resolució recordava que la Comissió de les Nacions Unides de Demarcació de Fronteres entre Iraq i Kuwait no havia reassignat territori, però per primera vegada marcava les coordenades precises de la frontera entre Kuwait i l'Iraq sobre la base de l'acord entre els dos països en 1963. Se li va recordar a Iraq les seves obligacions sota la resolució 687 que va formar la base de l'alto el foc. El Consell també va acollir amb satisfacció la decisió del secretari general que exigia a la Missió d'Observació de les Nacions Unides a Iraq i Kuwait (UNIKOM) que finalitzés la frontera de la zona desmilitaritzada demarcada per la comissió
Actuant en virtut del Capítol VII de la Carta de les Nacions Unides, el Consell de Seguretat va donar la benvinguda i va agrair la tasca de la Comissió de Demarcació de la Frontera en la seva terminació. També va reafirmar que les decisions de la comissió de les fronteres havia acabat i que Iraq i Kuwait respectarien la inviolabilitat de les fronteres internacionals.